# Julia Heveus
Julia Sofia Heveus (født 28. maj 1996 i Stockholm) er en svensk skuespiller, mest kendt for at medvirke i tv-serien Familien Löwander, hvor hun spillede den ungvoksne Christina Rehnskiöld.
Heveus er opvokset i stockholmerbydelen Vasastaden og har læst til skuespiller på Calle Flygare Teaterskola ligeledes i Stockholm. Mens hun gik på skolen, blev hun tilbudt rollen i Familien Löwander, og efter endte optagelser flyttede hun til London.
Heveus begyndte herefter at studere på Högskolan för scen och musik vid Göteborgs universitet i 2020. Hun har desuden gået til kunstskøjteløb gennem mange år og dyrket ballet.

## Filmografi
- 2023 - Sluta va sån – Lea
- 2022 - Tills livet skiljer oss åt (kortfilm) – Annika
- 2021 -  Partisan (tv-serie) - Valeria
- 2021 - Pappas pojkar (tv-serie) – Kathinka
- 2021 - The Unlikely Murderer (tv-serie) – den falske Anna Hage
- 2020 - Loop (kortfilm) – Julia
- 2020 - Weekend (kortfilm) – Alice
- 2019 - Familien Löwander (tv-serie) – Christina Rehnskiöld (som ungvoksen)
- 2019 - Nätten är ung (kortfilm) – medvirkende